# トギアン諸島

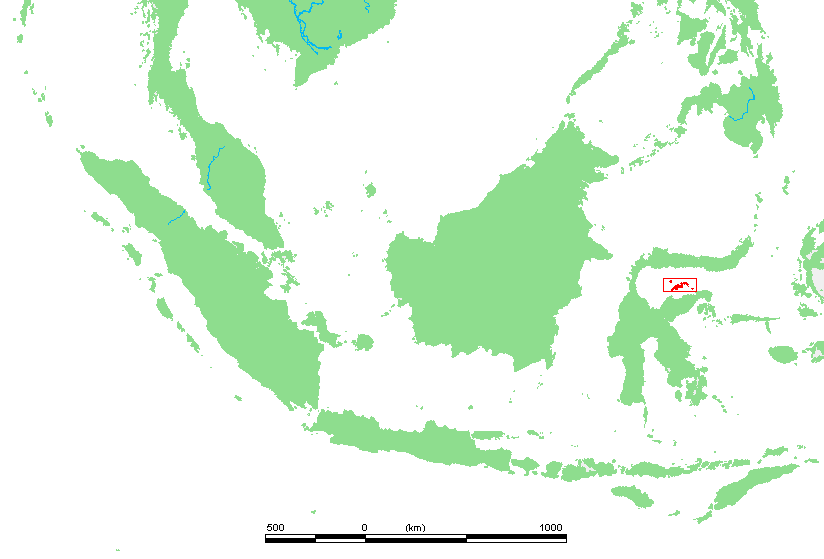
トギアン諸島は赤で表示

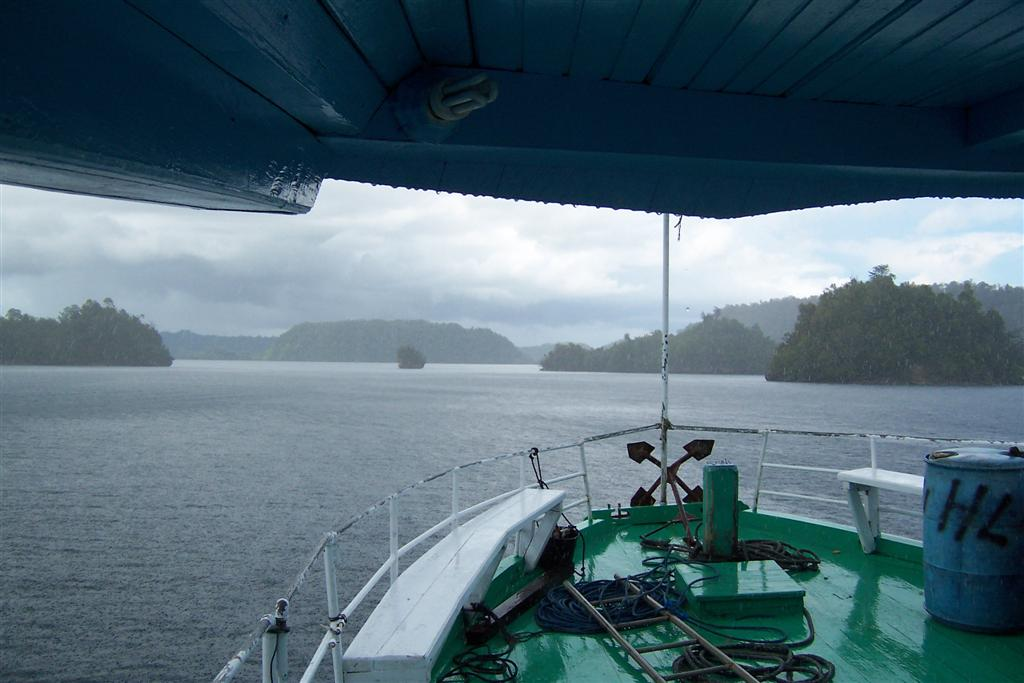
トギアンフェリー

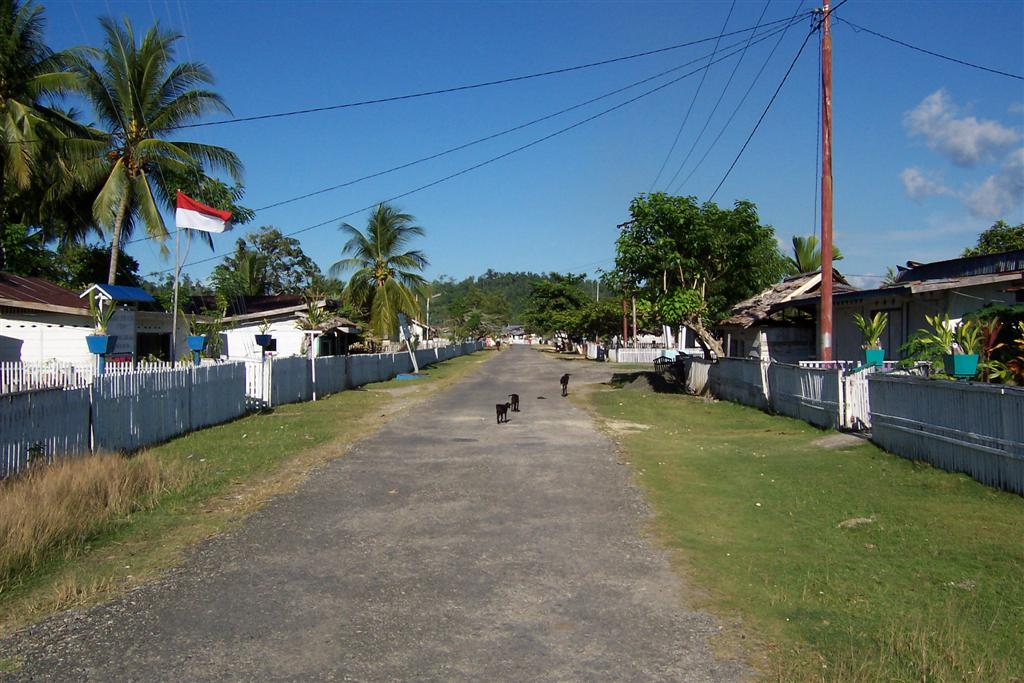
トギアン村

トギアン諸島（トギアンしょとう、インドネシア語: Pulau Togian）はインドネシアにある諸島。スラウェシ島北部のトミニ湾南部にあり56個の島からなる。中部スラウェシ州に属する。
火山活動によって形成された島である。

## 生態系
赤道直下の熱帯気候に位置するため、植生は熱帯雨林で覆われている。主な植物種はパラピ、タシロマメ、ラング、ウル、アルフィトニア・エクセルサ、イランイランノキ、クビナガタマバナノキ、アルストニア・スペクタビリス、バンカル、オクトメレス・スマトラーナおよびフタバガキ科サラノキ属、フタバガキ属、ホペア属、トウダイグサ科アカメガシワ属、オオバギ属のいくつかの種である。また、水生植物とマングローブの植物種も豊富である。マングローブにはオオバヒルギ、ハマザクロ、ウラジロヒルギダマシ、モモタマナ、アダン、オオハマボウおよびヤエヤマヒルギ属、ヒルギダマシ属、コヒルギ属、セイシボク属、ミツバヒルギ属、ミズガンピ属のいくつかの種があり、海草としてはリュウキュウスガモ、ウミショウブ、ウミヒルモ、ウミジグサ、ベニアマモ、シオニラ、ヨレヅタが挙げられる。
トギアン諸島は世界でサンゴの種の多様性が最も高いコーラル・トライアングルの中心に位置し、海岸ではウミガメなどが観察される。
2019年にトギアン諸島を中心としたトジョ・ウナウナ県一帯はユネスコの生物圏保護区に指定され、県都のアンパナも移行地域に位置する。